# Babila
Santa Babila fue virgen y mártir. 
Era nieta del emperador Galieno y dos eunucos la instruyeron en los misterios del catolicismo siendo después bautizada por el papa Cornelio. Un patricio llamado Pompeyo irritado porque Babila se negaba a ser su esposa, la delató ante el emperador, el cual le dio a elegir entre la abnegación de la santa fue o la muerte en el suplicio. La virgen no vaciló en su elección. Ofreció su cabeza a los verdugos y alcanzó la palma de los mártires. Se celebra su fiesta el 19 de julio.